# Harry Hawker
Harold (Harry) George Hawker (ur. 22 stycznia 1889 w Moorabbin, zm. 12 lipca 1921 w Hendon) – brytyjski konstruktor lotniczy, lotnik i przedsiębiorca, z pochodzenia Australijczyk, założyciel zakładów Hawker.

## Życiorys
Harry Hawker rodził się 22 stycznia 1889 w Moorabbin koło Melbourne w stanie Wiktoria w Australii. W 1901 roku, w wieku 12 lat zaczął praktykę jako mechanik w serwisie rowerów Hall & Warden w Melbourne. W 1905 roku podjął pracę w serwisie samochodów Tarrant Motor and Engineering Company. W 1907 roku Hawker otworzył własny warsztat w Caramut. W 1911 roku wyemigrował do Wielkiej Brytanii, gdzie pracował w warsztatach samochodów Crommer, Mercedes i Austro-Daimler. 
W tym okresie pasją Hawkera stało się lotnictwo i w 1912 roku podjął pracę w zakładach lotniczych Sopwith Aviation Company. Okazał się utalentowany i mimo braku formalnego wykształcenia, został tam następnie głównym projektantem, a także szefem pilotów testowych. Wśród jego projektów był m.in. Sopwith Tabloid. Podczas I wojny światowej, wytwórnia Sopwitha stała się jednym z głównych brytyjskich producentów samolotów bojowych.
Hawker zajmował się też sportem lotniczym i motorowym, wygrywając nagrodę 1000 funtów w 1913 roku za pierwszy przelot 1000 mil. Po zakończeniu wojny, w 1919 brał udział w wyścigach łodzi i samochodowych. 
18 maja 1919 Hawker podjął próbę pierwszego nieprzerwanego przelotu nad Atlantykiem w kierunku wschodnim, na samolocie Sopwith Atlantic, z nawigatorem Kennethem Grieve'm. Start nastąpił z Mount Pearl na Nowej Fundlandii. Po około 14,5 godzinach lotu, problem z przegrzaniem silnika spowodował konieczność wodowania. Dzięki konstrukcji kadłuba samolotu, posiadającej wbudowaną łódź, lotnicy zostali uratowani przez duński statek SS „Mary”, chociaż wiadomość o tym dotarła do Wielkiej Brytanii dopiero 25 maja. Hawker zdobył przy tym nagrodę 5000 funtów gazety Daily Mail za przelot 1000 mil nad morzem (pierwszego udanego przelotu nad Atlantykiem dokonali Alcock i Brown miesiąc później).
W związku z problemami finansowymi wytwórni Sopwith po wojnie, Hawker założył 15 listopada 1920 roku własną wytwórnię lotniczą H.G. Hawker Engineering Company Ltd, wśród udziałowców której był Thomas Sopwith. Wytwórnia Hawker stała się w późniejszych latach jedną z najważniejszych brytyjskich firm lotniczych.
Hawker zginął 12 lipca 1921 w katastrofie samolotu Nieuport Goshawk, który oblatywał w Hendon przed zawodami lotniczymi - badanie wykazało, że przyczyną była gruźlica kręgosłupa, na skutek której doznał wylewu wewnętrznego przy silnym przeciążeniu w locie.